# 財津優太郎
財津 優太郎（ざいつ ゆうたろう、1999年7月5日 - ）は、日本の俳優。東京都出身。ソニー・ミュージックアーティスツ所属。

## 略歴
俳優になりたかったため、リサーチしてたくさんのオーディションに応募し、最終ソニー・ミュージックアーティスツに入社した。
2022年3月、立教大学現代心理学部映像身体学科を卒業
。

## 人物
- 特技は、ギター、野球、バレーボール[2]。
- 祖父は俳優の財津一郎[6]。

## 出演

### テレビドラマ
- 正直不動産（2022年4月5日 - 6月7日、NHK総合） - 十影健人 役[7]
- 渋谷先生がだいたい教えてくれる 第2話（2022年4月12日、TOKYO MX） - 学生 役[8]
- 気安く手を握るな（2023年4月4日・11日、TOKYO MX） - 藤野健斗 役 [9]
- ドラフトキング 第9話（2023年6月3日、WOWOW） - 球児 役
- 下剋上球児（2023年10月15日 - 12月17日、TBS） - 長谷川幹太 役[10]
- 正直不動産（NHK総合・NHK BSプレミアム4K） - 東野芳樹 役[11]
  - 正直不動産スペシャル（2024年1月3日）
  - 正直不動産2（2024年1月9日 - 3月12日）
  - 正直不動産ミネルヴァ Special（2025年2月5日、NHK BS）[12]
- TRUE COLORS 第6話 - 第8話（2025年2月9日 - 2月23日、NHK BS・BSプレミアム4K） - 生見 役[13]

### 舞台
- ハイパープロジェクション演劇「ハイキュー!!」〝頂の景色・2〞全国37公演（2021年3月21日 - 4月29日） - 別所千源 役[14]
- 俳優座　ミュージカル「バームクーヘンとヒロシマ」（2023年3月26日 - 30日） - 主演・カール・ユーハイム 役[15]
- 「野球」飛行機雲のホームラン 〜 Homerun of Contrail（2024年6月22日 - 7月7日） - 島田治人 役[16]
- 反乱のボヤージュ（2025年5月6日 - 16日、新橋演舞場 / 6月1日 - 8日、大阪松竹座） - 茂庭章吾 役[17]

### テレビ番組
- 「踊る!さんま御殿!!」（2020年10月、日本テレビ）
- 「ZIP!」 内 朝ドラマ「サヨウナラのその前に」主演発掘オーディション「Hello New STAR」（2022年3月、日本テレビ）[18]
- 「出没！アド街ック天国」（テレビ東京）- VTR出演
  - 朝霞編、日吉編、幡ヶ谷編、旗の台編、新宿三丁目編（2022年8月27日、9月17日、11月12日、11月26日、12月24日）
  - 半蔵門編、下高井戸編（2023年7月15日、10月14日）
  - 清澄白河編（2024年5月18日）
  - 代官山編（2025年4月5日）[19]

### CM
- ゲームアプリ『魔剣伝説』（2021年）
- 日立システムズ『となりのいいねさん』（2021年）
- 日総工産『工場求人ナビ』（2022年）
- 日清シスコ『ごろグラ』（2024年）
- 日立産業制御『ソリューションズ』（2024年）